# Comté de Pushmataha
Le comté de Pushmataha est un comté situé dans l'État de l'Oklahoma aux États-Unis. Le siège du comté est Antlers. Selon le recensement de 2000, sa population est de 11 667 habitants. Il porte le nom d'un chef amérindien allié aux États-Unis, Pushmataha.

## Historique
Le comté de Pushmataha a été créé le 16 juillet 1907 à partir du district du même nom situé dans le territoire choctaw.

## Comtés adjacents
- Comté de Latimer (nord)
- Comté de Le Flore (nord-est)
- Comté de McCurtain (est)
- Comté de Choctaw (sud)
- Comté d'Atoka (ouest)
- Comté de Pittsburg (nord-ouest)

## Principales villes
- Albion
- Antlers
- Clayton
- Rattan